# Hemipsocidae
Hemipsocidae es una familia de insectos en Psocodea pertenecientes al infraorden Psocetae. Los miembros de la familia poseen la areola postica unida con la vena M a través de una vena de interconexión, y su vena M se encuentra ramificada en dos partes. La familia abarca 24 especies ordenadas en tres géneros: Anopistoscena, Hemipsocus, and Metahemipsocus.  En inglés se los suele llamar "piojos de la corteza de la hojarasca".